# Kamituga
 (septembre 2017).
Si vous disposez d'ouvrages ou d'articles de référence ou si vous connaissez des sites web de qualité traitant du thème abordé ici, merci de compléter l'article en donnant les références utiles à sa vérifiabilité et en les liant à la section « Notes et références ».
Kamituga est une ville de la province du Sud-Kivu  à l'est de la république démocratique du Congo. Kamituga est une ville minière de la province du Sud-Kivu. Kamituga se trouve à l’Est de la région minière de Bulega sur le versant occidental de la chaine des montagnes de Mitumba. La population est d'environs 300.000 habitants en 2024. Kamituga est un centre minier et un nœud de communication important sur la route nationale RN2..La région de Kamituga est le pool économique de l’Ouest de la province du Sud-Kivu, composée des territoires de Mwenga et de Shabunda, avec  plus de 1 500 000 d’habitants. Le développement de Kamituga comme un centre régional a un grand impact sur le développement de sa périphérie rurale de territoires de Mwenga et de Shabunda. Le centre urbain de Kamituga est un grand centre de consommation des produits de Mwenga et Shabunda. Il a un impact positif sur l’économie d’autosubsistance locale de cette région.
Le barrage hydro-électrique de Mungombe situé sur la rivière Zizi à 15 km fournit de l'électricité à la ville.  Kamituga est parmi les plus grandes villes minières de la République démocratique du Congo. Ces neuf villes minières sont Bandundu, Lubumbashi, Likasi, Kolwezi, Kilo-Moto, Kamituga, Mbujimayi, Tshikapa, Kalima et Watsa.[pas clair]

## Géographie
Elle est située sur la route nationale RN 2, à 164 km au sud-ouest du chef-lieu provincial Bukavu et à 45 km à l'ouest du chef-lieu territorial Mwenga.

## Kamituga historyPetit Fidele
La ville de Kamituga, est l’ancien siège de la direction Sud de la Compagnie Minière des Grands Lacs (MGL).  La Compagnie Minière des Grands Lacs Africains, MGL en sigle, a été créée le 1er décembre 1923  et ses statuts ont été approuvés par l’arrêté royal du 24 décembre 1924. Son siège social était établi à Kindu et son siège administratif était situé à Bruxelles, au 24, avenue de l’Astronomie. Le Conseil d’administration de la société était composé d’un président (Emile Francqui), de onze administrateurs (Général baron Empain – baron François Empain, Firmin Van Brée – Maurice Anspach – Roch Boulvin – Constantin de Burlet – baron Adolphe de Cuvelier – Robert Haerens – Eugène Harmant – Maurice Lippens – Georges Theunis) et de trois commissaires (Jules Anspach – colonel Josué Henry, et colonel Alphonse Van Gele).   
La Compagnie Minière des Grands Lacs Africains (MGL) est issue de la Compagnie des Chemins de fer du Congo supérieur aux Grands Lacs africains pour laquelle elle devrait rechercher les gisements miniers (étude et exploitation).  Comme l’indique le point 1 des statuts, la recherche de la MGL s’oriente principalement vers l’or et le diamant. Les exploitations de la région de Kamituga furent de l’or, du wolfram, du béryl, de la cassitérite et du coltan. 
En 1938, la ville compte cinq sortes de camps d’habitations :  
1° Les camps pour le personnel blanc :  
- Sur le Plateau Bitilitili  étaient bâtis deux quartiers : le quartier administratif et le quartier résidentiel Hexagone.

- Le quartier administratif abritait le siège administratif de la Compagnie Minière des Grands Lacs Africains (MGL), les bureaux, les laboratoires, les magasins, le musée géologique, la bibliothèque, … 
Derrière quartier administratif, sur le plateau Bitilitili, il y avait le quartier résidentiel Hexagone. Il était constitué de six villas bâties sur les six angles de côtés formant la figure géométrique « hexagone ». 
Aux confins du plateau Bitilitili, s’élève le plateau de Ibemba où était érigé un centre de stockage des produits inflammables et explosifs appelé « poudrière »  
- Le quartier résidentiel était constitué de quelques villas dans des clôtures pour le personnel blanc de la Compagnie Minière des Grands Lacs Africains (MGL) de la ville de Kamituga. Ce quartier résidentiel a été surnommé par les indigènes  Malupango. Malupango signifie les clôtures, enclos (pluriel).  Le mot « lupango » est une adaptation locale du mot kiswahili « upango », (singulier), qui signifie clôture. C’est le quartier blanc où les maisons étaient dans des clôtures, enclos). Au cœur de ce quartier, il y avait un cercle culturel et récréatif, « Club »
- Sporting, est le camp résidentiel pour les fonctionnaires blancs sur la colline d’État Katunga, à côté de la Mission protestante, où était bâtie l’école de base pour les enfants des Blancs, l’Athénée de Kamituga. Cette école de base organisait la section maternelle et le degré élémentaire de la section primaire pour les enfants du personnel blanc de la Compagnie Minière des Grands Lacs Africains (MGL) de la ville de Kamituga et des autres sites d’exploitation de la région.
- La colline aux oiseaux est le nom attribué au plateau de NKantunga où est bâtie la résidence du directeur de la direction Sud la Compagnie Minière des Grands Lacs Africains (MGL).
- Sur les flancs de la colline Musimbi (Camp ngambo), on trouvait les gites pour accueillir les hôtes blancs des agents ou de la Compagnie Minière des Grands Lacs Africains (MGL).
- Le plateau de Kalingi : il y avait le camp résidentiel des fonctionnaires blancs.
- La colline de Mero (Melo en Kilega ou le lieu de sépulture de Baligi, clan local habitant la région), surplombe le site de Tchanda(Kyanda en Kilega), abrite l’hôpital pour les familles du personnel blanc de la Compagnie Minière des Grands Lacs Africains (MGL) de la ville de Kamituga et des autres sites d’exploitation de la région.

2° Le camp Intermédiaire pour les indigènes immatriculés ou évolués ayant obtenu des diplômes leur permettant d’être recrutés aux postes intermédiaires de commandement  au sein de la Compagnie Minière des Grands Lacs Africains (MGL). Ce quartier résidentiel a été surnommé par les indigènes  Sawa-Sawa. Le mot « Sawa-Sawa » provient du slogan que lançaient les évolués civilisés (indigènes immatriculés) aux autres indigènes non civilisés (non-immatriculés) « Sawa-Sawa na Muzungu », qui  signifie « comparable au Blanc », « … à l’identique du Blanc ». Le camp Intermédiaire pour avait son cercle culturel et récréatif.
3° Les cités ouvrières pour les noirs indigènes : 
Les cités ouvrières étaient réservées aux Noirs, aux indigènes  non-civilisés (non-immatriculés).  La ville comptait quatre cités ouvrières pour les Noirs, indigènes non-civilisés de la Compagnie Minière des Grands Lacs Africains (MGL). Les deux grandes cités ouvrières de Kitemba et Kele constituaient le gros de la démographie laborieuse de la ville. Les deux petites cités ouvrières de Luliba et Kasitenge constituaient les faubourgs situés au Sud et à l’Ouest de la ville. Dans les deux grandes cités ouvrières, il y avait un cercle culturel et récréatif.  
4° Le plateau médical : 
Sur le plateau médical était bâti deux complexes : l’hôpital pour le personnel noir de la Compagnie Minière des Grands Lacs Africains (MGL) et le camp d’habitations du personnel noir du service médical de la Compagnie Minière des Grands Lacs Africains (MGL). L’hôpital de la MGL de Kamituga est un complexe hospitalier de 250 lits bâti sur une superficie de plus d’un hectare. Au Sud du site de l’hôpital, se trouve un très beau quartier résidentiel appelé « camp SM » (service médical) où sont logés les ouvriers attachés au service médical de la Compagnie Minière des Grands Lacs Africains (MGL).
5° Les plateaux des Missions religieuses : 
La mission religieuse était une branche de la mission de colonisation. Les différentes sociétés de colonisation concourent à l’unique mission coloniale de civilisation. Le principe de coopération entre les différentes sociétés de colonisation (politiques, commerciales, scientifiques, religieuses et culturelles) était fondé sur l’unité de la mission civilisatrice. Les œuvres de la Mission Catholique des Pères Blancs recevaient l’appui financier de la Compagnie Minière des Grands Lacs Africains (MGL). 
Le plateau de Tangila abritait la Mission nationale Catholique belge des Pères Blancs (Société de Missionnaires d’Afrique), les écoles, les ateliers et d’autres œuvres sociales. En effet, la Mission Catholique des Pères Blancs avait été invitée et engagée par la Compagnie Minière des Grands Lacs Africains (MGL) pour être des aumôniers des ouvriers. 
Sur le plateau de Tangila, on y rencontre des écoles primaires pour filles et pour garçons, des écoles secondaires, collège pour garçons et lycée pour filles, l’internat pour les élèves, les maisons pour les prêtres et les sœurs religieuses, le camp d’habitations pour les enseignants et les ouvriers attachés à la mission.
Sur la colline d’État de Katunga était bâtie la Mission étrangère Protestante de la Mission Libre Suédoise. Elle assurait l’œuvre d’aumônerie des ouvriers protestants de la Compagnie Minière des Grands Lacs Africains (MGL) et une école primaire.
La ville de Kamituga est un joyau de la Compagnie Minière des Grands Lacs Africains (MGL) au cœur de la forêt équatoriale. Elle compte 2 hôpitaux (un pour les Blancs et un autre pour les Noirs), un aérodrome, une centrale hydroélectrique sur la rivière Zizi, des cantines, une piscine (pour les Blancs), des écoles (primaire et secondaire), faisant de Kamituga une ville clairement moderne cosmopolite, multicolore et pluriethnique.  Des multiples ethnies y étaient présentes car la Compagnie Minière des Grands Lacs Africains (MGL) recrutait ses ouvriers un peu partout dans les possessions coloniales belges, au Congo Belge et au Ruanda-Urundi. Les traditions culturelles locales et l’usage des langues locales y étaient interdits. 
En juin 2013, l'agglomération de Kamituga se voit conférer le statut de ville, constituée de deux communes : Bitanga et Mobale.

## Administration
| Période                      | Identité                | Étiquette | Qualité       |
| ---------------------------- | ----------------------- | --------- | ------------- |
| 29 décembre 2018 à nos jours | Alexandre Bundya Mupila | PPRD      | Maire         |
| 29 décembre 2018 à nos jours | Ngandu Kamundala        | PANDER    | Maire adjoint |

## Population
Localité de 54 126 électeurs recensés pour les élections de 2018, elle a le statut de commune rurale de moins de 80 000 électeurs et  compte 7 conseillers municipaux en 2019.

Le recensement date de 1984,.
| 1984 | 2004   | 2012   | 2024    |
| ---- | ------ | ------ | ------- |
| -    | 11 359 | 13 995 | 450 000 |

## Économie
Le centre urbain de Kamituga et la périphérie rurale : exploitation artisanale de l’or, du coltan et de la cassiterite, est la source de revenus de la population appauvrie des territoires de Mwenga et de Shabunda.
Le développement de Kamituga comme un centre régional a un grand impact sur le développement de sa périphérie rurale de territoires de Mwenga et de Shabunda. Le centre urbain de Kamituga est un grand centre de consommation des produits de Mwenga, de Shabunda, de Kambabare et Kasongo. Il a un impact positif sur l’économie d’autosubsistance locale de cette région.
La région économique de Kamituga comprend les territoires administratifs de Mwenga et Shabunda, à l'Ouest de la province du Sud-Kivu. c'est une zone minière.
La richesse du sous-sol occupe plus de la moitié de la population dans ce site. Ville de la région orientale du bassin de Moyen Lualaba, Kamituga est  le siège de la direction Sud de la Société Minière des Grands Lacs (MGL) et de la direction Est de la Société Minière du Kivu (SOMINKI).